# The Pearl (Qatar)
Pour les articles homonymes, voir Pearl.
The Pearl est un archipel d'îles artificielles en construction depuis 2007 au Qatar, non loin de la capitale Doha. Les îles accueillent des complexes résidentiels touristiques, des marinas, des commerces et des équipements de loisirs (plages… ).
The Pearl compte 18 831 logements et 45 000 résidents. 
En 2004, lorsque le projet a été révélé pour la première fois, le coût initial de la construction de l’île s’élevait à 2,5 milliards de dollars. Cependant le projet a coûté en réalité 15 milliards de dollars.